# 黄道奇
黄道奇（1924年3月—2011年4月8日），男，湖南湘潭人，中华人民共和国政治人物，曾任中共湖南省委常委、组织部部长，湖南省人大常委会副主任，第七届全国人大代表。